# برونو کوله
برونو کوله (فرانسوی: Bruno Coulais‎؛ زادهٔ ۱۳ ژانویهٔ ۱۹۵۴) موسیقی‌دان و آهنگساز اهل فرانسه است. وی از سال ۱۹۷۸ میلادی تاکنون مشغول فعالیت بوده است و بابت ساخت موسیقی کورالاین برندهٔ جایزهٔ آنی در سی و هفتمین دورهٔ آن شد.
از فیلم‌ها یا مجموعه‌های تلویزیونی که وی در آن‌ها نقش داشته است می‌توان به ماری کوری: جسارت دانش،بازگشت کازانووا، دن خوان، رودخانه‌های سرخ، ویدوک، گل‌های هریسون، هم‌سرایان، اقیانوس، کورالاین، نوزادان، ترانه دریا، بدترین کابوسم و شادی هرگز به تنهایی نمی‌آید اشاره نمود.